# Tashika ni
Singles de Angela Aki
孤独のカケラ / Kodoku no Kakera
(2007) 手紙～拝啓　十五の君へ～ / Tegami ~Haikei Juugo no Kimi e~
(2008)
たしかに / Tashika ni est le septième single d'Angela Aki.

## Le single
【CD】
1. たしかに / Tashika ni
2. たしかに -piano version- / Tashika ni -piano version-